# 谢绍敏
谢绍敏（？—？），字云溪，贵州赤水人，中华民国政治人物。

## 生平
谢绍敏早年入北京大学法科学习。1919年5月2日，北京大学学生许德珩自校长蔡元培处得知巴黎和会中国外交遭到失败的消息后，乃邀请参加《国民杂志》（北京学生救国会刊物）社的各学校学生代表，于当日下午在北京大学西斋饭厅紧急开会，商量对策。北京高等工业专科学校学生代表夏秀峰在会上当场咬破手指写下血书。会议决定发出通知，决定5月3日晚7时在北京大学法科礼堂召开北京大学全体学生大会，并请北京13个中等以上学校的学生代表参加大会。在大会上，丁肇青、谢绍敏、张国焘、许德珩、夏秀峰等多人发言，谢绍敏还当场咬破中指、撕裂衣襟后写下血书“还我青岛”四个大字。5月4日，五四运动爆发，谢绍敏参加运动。
1927年9月6日，谢绍敏作为驻宁各省挽留蒋总司令代表，自上海来到宁波，后乘坐奉化小轮船赴溪口，在文昌阁住了一夜，于9月7日回到宁波双岙。